# 道の駅舞ロードIC千代田
道の駅舞ロードIC千代田（みちのえき まいロードインターちよだ）は、広島県山県郡北広島町にある広島県道5号浜田八重可部線の道の駅である。中国自動車道千代田ICが隣接する。

## 施設
- 駐車場：128台
  - 普通車：116台
  - 大型車：12台
  - 身障者用：5台
- トイレ
  - 男：大 2器・小 6器
  - 女：8器
  - 身障者用：1器
- 公衆電話：1台
- 売店
- 休憩所
- 情報コーナー (24H)
  - 公衆無線LANサービス（無料）
- 乳幼児用施設：ベビーベッド
- 千代田インターバスセンター

## 休館日
- 1月1日、1月2日

## アクセス
- 広島県道5号浜田八重可部線
  - 浜田市 - 邑南町 - 北広島町有田 八重バイパス中交差点（国道261号） - 道の駅舞ロードIC千代田・千代田IC（中国自動車道） - 安芸高田市八千代町勝田（国道54号） - 広島市安佐北区
- 国道261号（八重バイパス中交差点から広島県道5号浜田八重可部線）
  - 広島市方面 - 安佐北区可部 - 安佐北区安佐町 - 北広島市有田 八重バイパス中交差点（広島県道5号浜田八重可部線） - 北広島町新庄 大朝IC（浜田自動車道） - 邑南町 - 川本町 - 江津市
- E2A 中国自動車道 千代田IC（道の駅に隣接）
  - 新見IC方面 - 三次東JCT（三次東IC / 尾道自動車道 / 松江自動車道） - 三次IC - 高田IC - 千代田IC - 千代田JCT（浜田自動車道） - 広島北JCT（広島自動車道） - 戸河内IC - 山口JCT方面
  - ETC2.0搭載車「賢い料金」社会実験（一時退出）対象道の駅[1]
- 浜田自動車道（千代田JCTから中国自動車道）
  - 千代田JCT - 大朝IC - 浜田JCT（山陰自動車道 / 江津道路）・浜田IC方面
- 広島自動車道（広島北JCTから中国自動車道）
  - 広島北JCT - 広島北IC - 広島JCT（山陽自動車道）方面

## 千代田インターバスセンター
| 千代田インターバスセンター |  | 千代田インターバスストップと結ぶ歩道橋 |
| 千代田インターバスセンター |  | 千代田インターバスストップと結ぶ歩道橋 |

本施設に併設しているバスターミナルとして、千代田インターバスセンターがあり、北広島町内各方面へのバス等が発着している。
なおこのほか、歩道橋を渡ったところにある中国自動車道上（料金所内側）に千代田インター バス停があり、広島バスセンター・広島駅方面や三次駅方面などへの高速バスが停車する。そちらについては千代田インターチェンジを参照。

### 乗り入れ路線
- 可部・千代田線（広島交通[4]）：北広島町役場前・鈴張・飯室・勝木・可部駅方面
- 千代田芸北・金城線（総企バス）
- 大朝千代田線（大朝交通） ホープバス
- 豊平千代田線（豊平交通） ホープバス
- 千代田巡回バス 川戸壬生線（壬生交通）
- 千代田巡回バス 畑壬生線（八重タクシー）
- 千代田巡回バス 寺原今田線（八重タクシー）
- ホープタクシー（千代田北部エリア 川戸線・壬生線 / 千代田南部エリア 南方線 / 千代田西部エリア 本地線 寺原今田線）

## 周辺
- 古保利薬師
- 万徳院